# Estádio Benedito Teixeira
O Estádio Benedito Teixeira, popularmente conhecido por Teixeirão, pertence ao América da cidade de São José do Rio Preto, no estado de São Paulo, Brasil. O nome é uma homenagem a Benedito Teixeira, presidente do América por 23 anos (1972-1995), falecido em 2001.[carece de fontes?] Benedito, conhecido como "Birigui", também foi jogador, técnico, diretor de futebol e vice-presidente do América.

## História
O novo estádio do América nasceu de uma visita do presidente na época, Benedito Teixeira, ao gabinete do então prefeito municipal, o médico Wilson Romano Calil. "Birigui" tentava conseguir dinheiro para fazer uma arquibancada no Estádio Mário Alves Mendonça e surpreendendo a todos o prefeito disse: "O América é a maior propaganda de nossa cidade e nós precisamos que construir um novo estádio".[carece de fontes?]
A prefeitura cedeu o terreno. Então, "Birigui" teve que se virar para iniciar as obras. Vendeu jogadores importantes do elenco e empregou todo o dinheiro das negociações no estádio. "Se eu tivesse a ajuda do poder público, poderia ter terminado antes".[carece de fontes?]
No início, a idealização deste sonho era considerada utopia, pois a cidade tinha na época 75 mil habitantes; hoje são cerca de 400 mil rio-pretenses.[carece de fontes?] Após 17 anos, sem ajuda pública e somente com doações e recursos levantados pelo próprio América, o estádio foi concluído com capacidade para 55 mil torcedores.[carece de fontes?]
O Teixeirão teve sua inauguração no dia 10 de fevereiro de 1996 com o jogo América FC x São Paulo FC, válido pelo Campeonato Paulista de 1996.[carece de fontes?] Foram 17.585 pagantes que assistiram a partida apitada pelo uruguaio Julio Mattos.[carece de fontes?] O São Paulo venceu pelo placar de 3 x 2. O atacante são-paulino Valdir, fez o 1.º gol no estádio aos 42 minutos do 1.º tempo. Na segunda etapa, o meio-campista Adriano empatou para o América aos 11 minutos. Sandoval colocou o Tricolor na frente aos 28 minutos e o atacante James empatou novamente aos 34 minutos. Faltando um minuto, Sandoval marcou outra vez e deu a vitória ao time da capital paulista.[carece de fontes?]
O campo atualmente mede 105 x 68 metros possui excelente gramado com drenagem moderna, 6 vestiários com área de 1.200 m², completa infra estrutura sendo 32 cabines de rádio, 6 cabines de televisão, 218 camarotes cada um com 6 lugares, fosso de 4 metros de profundidade por 3 metros de largura e um amplo estacionamento; tudo isso numa área total de 96 mil m².[carece de fontes?]
O Teixeirão já recebeu muitos clássicos, jogos da Supercopa Sulamericana, do Campeonato Brasileiro, da Copa do Brasil, do Torneio Rio-São Paulo e foi palco de uma partida amistosa da Seleção Brasileira contra Gana (8 x 2).[carece de fontes?]
Atualmente, o Teixeirão é o 2.º maior estádio do interior paulista, o 3.º do Estado de São Paulo e o 6.º maior estádio particular do Brasil.[carece de fontes?] Em pesquisas realizadas pela Revista Placar (2002 e 2003), o Estádio Benedito Teixeira foi considerado o 6.º melhor estádio com infra-estrutura do Brasil de um total de 48 campos vistoriados.[carece de fontes?]
O recorde de público do estádio Teixeirão ocorreu no dia 11 de março de 2001 no Campeonato Paulista. Num dos principais clássicos do futebol brasileiro, o São Paulo derrotou o Palmeiras pelo placar de 3 a 0, com 42.000 pagantes, quebrando o recorde de público do estádio.
O estádio foi palco do último jogo do Santos no Campeonato Brasileiro de 2004, jogo que decidiu o título do campeonato ao Santos.[carece de fontes?]Também já foi palco de vários jogos de São Paulo, Corinthians e Palmeiras.[carece de fontes?]

## Partida inaugural
O Teixeirão teve sua inauguração no dia 10 de fevereiro de 1996 com o jogo América FC x São Paulo FC, válido pelo Campeonato Paulista de 1996.[carece de fontes?]
Ficha Técnica
- América FC

Neneca; Carlão, Douglas, Denílson e Vanderlei; Serginho Carioca (Negão), Edson Pezinho, Berg (Adriano) e Luciano; Sérgio Araújo (Serginho Fraldinha) e James.
Técnico: Júlio César Leal.
- São Paulo

Zetti; Edinho, Pedro Luiz, Sorlei e Guilherme; Donizete, Edmílson (Marquinhos Capixaba), Sandoval e Aílton (Denílson); Almir e Valdir (Gilmar).
Técnico: Muricy Ramalho.
Foram 17.586 pagantes que assistiram a partida apitada pelo uruguaio Julio Mattos. O São Paulo venceu a partida pelo placar de 3 x 2, com gol do atacante são-paulino Valdir, que fez o 1.º gol no estádio aos 42 minutos do 1.º tempo. Na segunda etapa, o meio-campista Adriano empatou para o América aos 11 minutos. Sandoval colocou o Tricolor na frente aos 28 minutos e o atacante James empatou novamente aos 34 minutos. Faltando um minuto, Sandoval marcou outra vez e deu a vitória ao time da capital paulista.[carece de fontes?]